# Mike's New Car
Mike's New Car is een korte computeranimatiefilm van Pixar Animation Studios, gebaseerd op de personages uit de film Monsters en co.. De film is geregisseerd door Pete Docter en Roger Gould. Het is de eerste korte film van Pixar die personages uit een eerdere film bevat.
De film werd in 2002 uitgebracht op de dvd van Monsters en co.

## Verhaal
Mike is geobsedeerd door zijn nieuwe auto, en wil Sulley graag meenemen voor een rit. Onderweg gaat echter alles fout wat maar fout kan gaan. Zo speelt Sulley met de elektrisch verstelbare stoelen tot Mike er gek van wordt, blijft Mike’s gordel vastzitten, en sluit hij zichzelf per ongeluk buiten de auto. Sulley probeert hem te helpen, maar opent in plaats van de deur per ongeluk de motorkap. Zodra hij deze weer sluit, komt Mike in het motorblok vast te zitten.
Mike kan ontsnappen, gaat de auto weer binnen, en drukt per ongeluk op een knop die de auto door laat draaien. Wanneer Sulley ook nog eens per ongeluk de achteruitkijkspiegel afbreekt, wordt het Mike te veel. Hij zet Sulley uit de wagen, en rijdt er als een gek vandoor. Hij krijgt een botsing en de auto is totall loss. Mike zal lopend naar zijn werk moeten.

## Rolverdeling
| Personage | Taal             | Taal               | Taal |
| Personage | Originele versie | Nederlandse versie |      |
| --------- | ---------------- | ------------------ | ---- |
| Mike      | Billy Crystal    | Kasper van Kooten  |      |
| Sulley    | John Goodman     | Jack Wouterse      |      |

## Nominatie
De film werd genomineerd voor een Academy Award in de categorie “Beste korte animatiefilm”.